# 天主教奧耶姆教區
天主教奧耶姆教區（拉丁語：Dioecesis Oyemensis）是加蓬一個羅馬天主教教區，屬利伯維爾總教區。
教區成立於1969年5月29日，範圍包括沃勒-恩特姆省。2004年有教友78,020人（佔轄區總人口48.9%）、八個堂區、二十名司鐸。現任教區主教為若望-味噌爵·翁多·埃耶內。